# 山本将文
山本将文（やまもと まさふみ、1949年 - ）は、日本の報道写真家である。

## 人物
- 大阪府出身。
- 佛教大学（通信本科）卒業。
- 延世大学語学留学。
- 日本写真協会会員

## 著書
- 「ヒロシマ・ナガサキ　韓国の被爆者たち」
- 「中国の朝鮮族」
- 「アジアの人びと」
- 「北方四島」